# デルフィン (潜水艦)
デルフィン(Дельфин)はロシア海軍最初の潜水艦。世界的に見ても極初期に運用されたものの一つ。
イワン・ブブノフを首班として設計され、クルップ社のサンクトペテルブルク工場で建造された。
1900年に発注、1902年に竣工し、翌年就役した。日露戦争ではソム、カサトゥカと共にウラジオストクに配備され、威力偵察の任務に就いたが戦果は無かった。1917年5月22日の嵐で沈没し、8月8日除籍となる。

## 主要諸元
- 全長:19.6m
- 全幅:3.3m
- 喫水:2.9m
- 排水量(水上/水中):113t/126t
- 速度(水上/水中):9kt/4.5kt
- 兵装:外装魚雷×2、機銃
- 乗員:22名